# 下水道技術検定
下水道技術検定（げすいどうぎじゅつけんてい）とは、日本下水道事業団が行う下水道の設計、工事の監督管理及び維持管理において従事する技術者の実務経験短縮のために行われる検定試験である。

## 概要
下水道の設計、工事の監督管理及び維持管理は、下水道法及び下水道法施行令の規定により、学歴に応じた一定の下水道に関する技術上の実務経験を有する者、技術士（上下水道部門）の合格者等に行わせなければならない。
下水道技術検定の合格者は、下水道の設計、工事の監督管理及び維持管理を行うために必要とされる実務経験年数が短縮される。
事業を実施するにはこのような有資格者を確保する必要があり、有資格者の早期確保などを目的に実施されている。
なお、下水道処理施設維持管理業者登録規程（昭和62年建設省告示第1348号）により登録を受けようとする業者は、「第3種技術検定」に合格した後、一定の実務経験を有する者等を置くこととされている。

## 区分
- 第1種技術検定 - 下水道の計画設計を行うために必要とされる技術
- 第2種技術検定 - 下水道の実施設計及び工事の監督管理を行うために必要とされる技術
- 第3種技術検定 - 下水道の維持管理を行うために必要とされる技術

## 受験資格
- 受験資格なし

## 試験
- 11月上旬頃に札幌市、仙台市、東京都、新潟市、名古屋市、大阪市、広島市、高松市、福岡市、那覇市で行われる。

### 試験科目
第1種技術検定
1. 下水道計画
2. 下水道設計
3. 施工管理法
4. 下水処理
5. 法規

第2種技術検定
1. 下水道設計
2. 施工管理法
3. 下水処理
4. 法規

第3種技術検定
1. 下水処理
2. 工場廃水
3. 運転管理
4. 安全管理
5. 法規